# Salīm Sarā
Salīm Sarā (persiska: سلیم سرا) är en ort i Iran.   Den ligger i provinsen Gilan, i den norra delen av landet, 170 km nordväst om huvudstaden Teheran. Salīm Sarā ligger 37 meter över havet och antalet invånare är 499.
Terrängen runt Salīm Sarā är varierad. Runt Salīm Sarā är det ganska tätbefolkat, med 134 invånare per kvadratkilometer. Närmaste större samhälle är Rūdsar, 16,4 km nordväst om Salīm Sarā. I omgivningarna runt Salīm Sarā växer i huvudsak blandskog.